# Бешенцевская волость
Бешенцевская волость — историческая административно-территориальная единица Нижегородского уезда Нижегородской губернии Российской империи и РСФСР. В настоящее время (2021 год) территория бывшей волости (на 1911 год) входит в состав Советского и Приокского районов Нижнего Новгорода, а также Афонинского, Ближнеборисовского и Ройкинского сельсоветов Кстовского района Нижегородской области.

## История
Образована в ходе крестьянской реформы 1860-х годов в северной части Нижегородского уезда. Включила в себя одно государственное и 22 бывших помещичьих селения, организованных в 27 сельских обществ.
После Февральской революции согласно постановлению уездной земской управы от 17 июня 1917 года от Бешенцевской волости была отделена её северная часть: два селения переданы в состав Ельнинской, и два — в состав Печерской волости.
После Октябрьской революции на территории волости было образовано 19 сельсоветов по числу входивших в волость сельских населенных пунктов (за исключением поселка Мыза).
10 июля 1922 года решением уисполкома Бешенцевская волость была ликвидирована, а её населенные пункты вошли в состав Доскинской, Печерской и Суроватихинской волостей.

## Населенные пункты
В состав Бешенцевской волости входили 24 селения на 1911 год:
- 1. д. Александровка
- 2. д. Анкудиновка (с 17.06.1917 в Ельнинскую вол.)
- 3. д. Береговые Новинки
- 4. с. Борисовское
- 5. д. Бешенцево
- 6. д. Горка
- 7. д. Грабиловка (с 17.06.1917 в Печерскую вол.)
- 8. д. Дубёнки
- 9. д. Изосимлево
- 10. д. Козловка
- 11. д. Кокшарово
- 12. с. Константиново
- 13. д. Кузнечиха (с 17.06.1917 в Печерскую вол.)
- 14. д. Кусаковка
- 15. д. Ляхово
- 16. д. Мордвинцево
- 17. п. Мыза
- 18. д. Новые Новинки
- 19. д. Ольгино
- 20. д. Плотцово
- 21. д. Ройка
- 22. д. Румянцево
- 23. д. Утечино (с 17.06.1917 в Ельнинскую вол.)
- 24. д. Щербинка

После ликвидации волости её северо-восточная на тот момент часть (д. Александровка, Дубенки, Мордвинцево) отошла к Печерской волости, п. Мыза к Суроватихинской волости, а остальные 16 селений были включены в Доскинскую волость.